# 高坂ダム
高坂ダム（たかさかダム）は、山形県最上郡真室川町大字差首鍋字青沢地先、一級水系 最上川水系鮭川上流部（大沢川とも呼ばれる）に建設されたダムである。

## 沿革
鮭川は最上川水系の中で山形県北部地域の有力な支流である。鳥海山を水源とする鮭川流域は豪雪地帯であり、かつ山形県内でも降雨量の多い地域を貫流するために古くから集中豪雨や台風、さらには春先の融雪洪水による水害の常襲地帯であった。このため下流の真室川町などは広大な農地面積があるにもかかわらず作物の育ちにくい低位生産地域でもあった。
戦後最上川水系は1949年（昭和24年）「最上川改訂改修計画」が策定され本格的な治水対策が遂行され、置賜野川などで河川総合開発事業が計画・施工された。鮭川流域では1950年（昭和25年）より上流に治水を目的としたダム計画が立案されたが、これは国土総合開発法に基づき最上川流域が「最上特定地域総合開発計画」の指定に伴ってより総合的な地域開発が要求された事による。低位生産地域である鮭川流域を穀倉地帯に変貌させるためには「暴れ川」である鮭川の治水が不可欠というのが理由である。
この計画によってダム計画は推進され、予備調査が進められていた。だがこの間にも1952年（昭和27年）7月14日 - 17日の集中豪雨、1956年（昭和31年）7月14日 - 15日の集中豪雨で鮭川流域は水害を蒙り、早急な対策が求められた。そして1958年（昭和33年）に山形県は国庫補助事業として「大沢川総合開発事業」を策定、現地点に補助多目的ダムを建設する事を決定した。これが高坂ダムである。

## 目的
ダム建設に伴う補償については、水没する住宅地は僻地であったために1軒もなかったが、鮭川上流部は森林資源が豊富であった事から林業が盛んで、木材を運搬する営林軌道が国鉄（現・JR東日本）奥羽本線・真室川駅よりダム上流まで鮭川左岸部に敷設されていた。この森林鉄道8.9 km区間が水没し鉄道自体が使用不能となってしまうため、補償として2橋梁を含む林道8.1 kmをダム右岸部に建設した。ダム本体は1963年（昭和38年）4月に着工、冬季の中断期間や資材運搬の困難といった問題を克服して1967年（昭和42年）に完成、運用が開始された。
高坂ダムは堤高57.0 mの重力式コンクリートダムであり、総貯水容量は19,050,000トンと県北部最大規模のダムである。目的は鮭川沿岸における計画高水流量1,500トン／秒を基準地点の真木において1,090トン／秒へ低減（410トン／秒の洪水量をカット）させる洪水調節、山形県企業局が管理する大沢川発電所（認可出力：5,000 kW）による水力発電である。大沢川発電所は山形県初のダム式発電所であり、現在は山形県企業局・北部発電管理事務所において統合管理が行われている。発電所の運転は東田川郡三川町にある三川制御所で遠隔操作されている。
ダムは完成後鮭川の治水に大きく貢献しており、特に1975年（昭和50年）8月に県北部を襲った集中豪雨では高坂ダムの洪水調節によって鮭川本川については水害の被害を免れた。だが左支川である真室川を中心に大きな被害を生じており、ダムでカバーできない部分の治水整備が今後の課題となっている。

## 梅花里湖
高坂ダムによって形成された人造湖は梅花里湖（ばいかりこ）と命名された。梅花里湖周辺は深い山裾に抱かれ、自然が豊富である。ブナ林に囲まれた湖周辺はイヌワシ・クマタカ・オオタカ等の猛禽類が多く生息しており、バードウォッチングを楽しむ事が出来る。湖はコイ・フナ・ハヤが釣れることから、休日には多くの釣り客が糸を垂らす。このほか高坂ダムキャンプ場や冷水沢源流の名水などがあり、自然を満喫できるスポットとなっている。
特に有名なのは国道344号と高坂ダム方面に向かう林道の交差点付近に生えている「高坂の大カヅラ」である。樹齢約500年、幹回り約16.3 mの大樹であり、環境省が2001年（平成13年）に実施した「全国巨樹巨木林調査」において全国第2位の大樹である事が判明。たちまち有名なスポットとなった。ちなみにこの山形県北部地域はこの様な大カヅラが多いといわれている。
高坂ダムまでのアクセスは国道344号を真室川町から酒田市方面に直進し、青沢越通行止ゲート手前にある交差点を右折し直進すると到着する。この交差点に「高坂の大カヅラ」がある。公共交通機関ではJR奥羽本線・真室川駅から「高坂」行きのバスで終点まで行き、そこから徒歩1時間である。